# Olympische Winterspiele 2018/Teilnehmer (Litauen)
| Gelbes Symbol für Goldmedaillen mit stilisierten Olympischen Ringen | Graues Symbol für Silbermedaillen mit stilisierten Olympischen Ringen | Braundes Symbol für Bronzemedaillen mit stilisierten Olympischen Ringen |
| ------------------------------------------------------------------- | --------------------------------------------------------------------- | ----------------------------------------------------------------------- |
| —                                                                   | —                                                                     | —                                                                       |

Bei den Olympischen Winterspielen 2018 nahm Litauen mit neun Athleten in drei Disziplinen teil, davon fünf Männer und vier Frauen. Fahnenträger bei der Eröffnungsfeier war Tomas Kaukėnas.

## Teilnehmer nach Sportarten

### Biathlon
| Athleten                                                               | Wettbewerbe                   | Zeit        | Fehler      | Rang |
| ---------------------------------------------------------------------- | ----------------------------- | ----------- | ----------- | ---- |
| Männer                                                                 |                               |             |             |      |
| Tomas Kaukėnas                                                         | 10 km Sprint                  | 24:23,5 min | 1 (0+1)     | 17   |
| Tomas Kaukėnas                                                         | 12,5 km Verfolgung            | 34:31,8 min | 2 (0+0+1+1) | 13   |
| Tomas Kaukėnas                                                         | 15 km Massenstart             | 38:58,0 min | 5 (2+0+2+1) | 30   |
| Tomas Kaukėnas                                                         | 20 km Einzel                  | 55:38,4 min | 6 (0+2+1+3) | 78   |
| Vytautas Strolia                                                       | 10 km Sprint                  | 25:32,4 min | 2 (1+1)     | 49   |
| Vytautas Strolia                                                       | 12,5 km Verfolgung            | 37:47,3 min | 4 (1+0+2+1) | 43   |
| Vytautas Strolia                                                       | 20 km Einzel                  | 56:27,0 min | 6 (0+2+1+3) | 82   |
| Frauen                                                                 |                               |             |             |      |
| Natalija Kočergina                                                     | 7,5 km Sprint                 | 25:16,2 min | 5 (1+4)     | 80   |
| Natalija Kočergina                                                     | 15 km Einzel                  | 45:09,1 min | 1 (0+0+1+0) | 30   |
| Diana Rasimovičiūtė                                                    | 7,5 km Sprint                 | 24:00,8 min | 1 (1+0)     | 65   |
| Diana Rasimovičiūtė                                                    | 15 km Einzel                  | 49:53,3 min | 5 (1+2+0+2) | 75   |
| Mixed                                                                  |                               |             |             |      |
| Natalija Kočergina Diana Rasimovičiūtė Tomas Kaukėnas Vytautas Strolia | 2 × 6 km + 2 × 7,5 km Staffel | überrundet  | überrundet  | 19   |

### Ski Alpin
| Athleten            | Wettbewerbe | 1. Lauf     | 2. Lauf     | Gesamt | Gesamt |
| Athleten            | Wettbewerbe | Zeit        | Zeit        | Zeit   | Rang   |
| ------------------- | ----------- | ----------- | ----------- | ------ | ------ |
| Männer              |             |             |             |        |        |
| Andrej Drukarov     |             |             |             |        |        |
| Riesenslalom        | 1:19,98 min | 1:18,21 min | 2:38,19 min | 59     |        |
| Slalom              | 59,40 s     | 1:07,77 min | 2:07,17 min | 41     |        |
| Frauen              |             |             |             |        |        |
| Ieva Januškevičiūtė |             |             |             |        |        |
| Riesenslalom        | 1:26,38 min | 1:20,64 min | 2:47,02 min | 54     |        |
| Slalom              | 57,30 s     | 57,25 s     | 1:54,55 min | 43     |        |

### Skilanglauf
| Athleten                          | Wettbewerbe     | Qualifikation | Qualifikation | Viertelfinale | Viertelfinale | Halbfinale    | Halbfinale    | Finale        | Finale        | Rang |
| Athleten                          | Wettbewerbe     | Zeit          | Rang          | Zeit          | Rang          | Zeit          | Rang          | Zeit          | Rang          | Rang |
| --------------------------------- | --------------- | ------------- | ------------- | ------------- | ------------- | ------------- | ------------- | ------------- | ------------- | ---- |
| Männer                            |                 |               |               |               |               |               |               |               |               |      |
| Mantas Strolia                    | Sprint          | 3:21,10 min   | 64            | ausgeschieden | ausgeschieden | ausgeschieden | ausgeschieden | ausgeschieden | ausgeschieden | 64   |
| Mantas Strolia                    | 15 km Freistil  | −             | −             | −             | −             | −             | −             | 40:31,4 min   | 94            | 94   |
| Mantas Strolia                    | 30 km Skiathlon | −             | −             | −             | −             | −             | −             | überrundet    | überrundet    | 63   |
| Mantas Strolia                    | 50 km klassisch | −             | −             | −             | −             | −             | −             | überrundet    | überrundet    | 64   |
| Modestas Vaičiulis                | Sprint          | 3:31,11 min   | 44            | ausgeschieden | ausgeschieden | ausgeschieden | ausgeschieden | ausgeschieden | ausgeschieden | 44   |
| Modestas Vaičiulis                | 15 km Freistil  | −             | −             | −             | −             | −             | −             | 40:53,0 min   | 96            | 96   |
| Mantas Strolia Modestas Vaičiulis | Teamsprint      | −             | −             | −             | −             | 17:41,73 min  | 12            | ausgeschieden | ausgeschieden | 25   |
| Frauen                            |                 |               |               |               |               |               |               |               |               |      |
| Marija Kaznačenko                 | 10 km Freistil  | −             | −             | −             | −             | −             | −             | 30:44,2 min   | 73            | 73   |